# Bury It
«Bury It» es una canción de la banda de synthpop escocesa Chvrches, de su segundo álbum, Every Open Eye. Un remix de la canción en la cual aparece Hayley Williams, vocalista de la banda Paramore, fue lanzado el 10 de junio de 2016 como quinto sencillo extraído del álbum, incluyendo al remix en la edición extendida de Every Open Eye. La versión de estudio de «Bury It» se estrenó en el programa de la BBC Radio 1 Annie Mac el 9 de junio de ese mismo año.

## Actuaciones en vivo
Chvrches y Hayley Williams interpretaron por primera vez «Bury It» juntos en el Marathon Music Works de Nashville, en Tennessee, el 27 de octubre de 2015. El 8 de marzo de 2016 también tocaron la canción durante el crucero Parahoy!, que navegó de Miami a Cozumel, en México.

## Vídeo musical
Un vídeo con las letras de la canción fue lanzado el 9 de junio de 2016, publicándose al mes siguiente, el 11 de julio, un vídeo musical completamente animado, creado por Jamie McKelvie e ilustrado por Mighty Nice.